# Marc Jurado
Marc Jurado Gómez (Sabadell, 2004. április 13. –) spanyol utánpótlás-válogatott labdarúgó, aki a spanyol másodosztályban szereplő RCD Espanyol játékosa.

## Fiatalkora
Jurado négy évesen kezdett el focizni, a helyi Can Rull csapatában. Gólszerzési képességével tűnt ki, amiért az FC Barcelona le akarta szerződtetni. Jurado viszont kézilabda-kapus akart lenni és a Can Rullal maradni, hogy barátaival lehessen, így elutasította a Barcelona első ajánlatait.

## Pályafutása

### Klubcsapatokban

#### Spanyolországban (2008–2020)
2011-ben végül úgy döntött, hogy otthagyja a Can Rullt, hogy a Barcelona akadémiájára igazoljon. A Viladecans ellen a spanyol labdarúgás történetének egyik leggyorsabb gólját szerezte, mindössze 5 másodperc kellett a gólhoz.

#### Manchester United
2020 májusában, miután elutasította a Barcelona szerződéshosszabbítási ajánlatát, egyre valószínűbbnek tűnt, hogy a nyáron a Manchester United játékosa lesz. Június végén jelentette be távozását a katalán csapattól. 2020 szeptemberében, miután elhalasztották az átigazolást kisebb problémák miatt, Jurado a Manchester United játékosa lett.
2021 áprilisában írta alá első profi szerződését a Vörös Ördögökkel. 2023. szeptember 1-én elhagyta Angliát, az RCD Espanyol csapatához szerződve.

### A válogatottban
Jurado 2021. május 25-én lett először behívva az U17-es spanyol csapatba, az azon hónapi edzőtáborba. 2022. február 15-én lehetőséget kapott az U18-as csapatban is, a Dánia elleni barátságos meccsen.
2022-ben bemutatkozott az U19-es válogatottban, majd még abban az évben az U20-as csapatba küldték.

## Statisztika
Frissítve: 2022. november 22.
| Csapat                | Szezon           | Bajnokság        | Bajnokság | Bajnokság | Kupa | Kupa  | Ligakupa | Ligakupa | Nemzetközi | Nemzetközi | Egyéb | Egyéb | Összesen | Összesen |
| Csapat                | Szezon           | Osztály          | P.        | Gólok     | P.   | Gólok | P.       | Gólok    | P.         | Gólok      | P.    | Gólok | P.       | Gólok    |
| --------------------- | ---------------- | ---------------- | --------- | --------- | ---- | ----- | -------- | -------- | ---------- | ---------- | ----- | ----- | -------- | -------- |
| Manchester United U21 | 2021–22          | —                | —         | —         | —    | —     | —        | —        | —          | —          | 1     | 0     | 1        | 0        |
| Manchester United U21 | 2022–23          | —                | —         | —         | —    | —     | —        | —        | —          | —          | 4     | 0     | 4        | 0        |
| Manchester United U21 | Összesen         | Összesen         | —         | —         | —    | —     | —        | —        | —          | —          | 5     | 0     | 5        | 0        |
| Karrier összesen      | Karrier összesen | Karrier összesen | 0         | 0         | 0    | 0     | 0        | 0        | 0          | 0          | 5     | 0     | 5        | 0        |

1. 1 2  Pályára lépések az EFL Trophy-ban